# Xã Slocum, Quận Luzerne, Pennsylvania
Xã Slocum (tiếng Anh: Slocum Township) là một xã thuộc quận Luzerne, tiểu bang Pennsylvania, Hoa Kỳ. Năm 2010, dân số của xã này là 1.115 người.